# Gizmotron
Gizmotron lub Gizmo – urządzenie elektryczne mocowane do mostka gitary, które umożliwia osiągnięcie efektu dźwiękowego o zbliżonym do orkiestry smyczkowej brzmieniu. Wymyślone i opracowane zostało przez członków grupy 10cc, Kevina Godleya i Lola Creme’a. Po raz pierwszy zastosowali to urządzenie podczas nagrywania piosenki „Old Wild Men” pochodzącej z albumu Sheet Music, który wydano w 1974 roku.

## Historia

### Pierwszy gizmotron
Jak wyjaśnił Godley w jednym z wywiadów, obaj z Lolem Creme’em chcąc osiągnąć brzmienie orkiestry smyczkowej mieli do wyboru albo melotron albo wynajęcie rzeczywistej orkiestry. Melotron, instrument klawiszowy zawierający taśmy z nagranymi dźwiękami instrumentów smyczkowych, odrzucili z uwagi na niską, ich zdaniem, jakość brzmienia. Wynajęcie orkiestry natomiast uważali za kosztowne i czasochłonne. Choć ich urządzenie zostało oficjalnie opracowane w 1975 roku, to jego początki miały miejsce wcześniej. Pierwszą próbą muzyków była wiertarka elektryczna z gumką przymocowaną jednym końcem do gitary elektrycznej Fender Stratocaster, używanej przez Creme’a. Wynik był zachęcający, więc prototyp (GIZ Mark 1A) zaczęli opracowywać we współpracy z wydziałem inżynierii Uniwersytetu Manchesterskiego. Urządzenie składało się z sześciu nylonowych kółek, napędzanych silnikiem elektrycznym, nałożonych na struny gitary i nadających im brzmienie skrzypiec.
Gizmotron został użyty podczas wielu nagrań grupy 10cc, a następnie na potrzeby debiutanckiego albumu duetu Godley & Creme, Consequences (1977). Zrewolucjonizował świat gitarzystów dając im możliwość tworzenia autentycznych brzmień instrumentów strunowych, takich jak skrzypce, altówki i wiolonczele. W 1976 roku Creme i Godley skontaktowali się z firmą Musitronics Corporation w Rosemont, w stanie New Jersey, wytwórcą urządzeń umożliwiających efekty gitarowe (w tym Mu-Tron III).
W 1979 roku, po trzech latach udanego choć kosztownego rozwoju ich wynalazku, Musitronics wypuścił na rynek wersję sześciokółkową na gitarę elektryczną i czterokółkową na gitarę basową. Wersja na gitarę basową okazała się bardziej popularna. Działała też lepiej niż wersja na gitarę elektryczną. W 1978 roku urządzenie wykorzystał Jimmy Page podczas nagrywania piosenki „In the Evening”, pochodzącej z albumu Led Zeppelin, In Through the Out Door (1979).
Mimo że generowany przez gizmotron dźwięk był wyjątkowy, jego masowa produkcja okazała się zniechęcająca. Okazał się on urządzeniem trudnym do opanowania, i to pomimo kolorowych przycisków oraz porad technicznych, zaoferowanych klientom przez Creme’a i Godleya. Ostatecznie zawodna konstrukcja gizmotronu sprawiła, iż nie spełnił pokładanych w nim nadziei stając się komercyjną porażką. Po bankructwie produkującego go przedsiębiorstwa poszedł w zapomnienie, a nieliczne, pozostałe egzemplarze zostały wyprzedane. W 1981 roku zaprzestano jakiejkolwiek produkcji.

### Gizmotron 2.0
W 2004 roku zapomniane urządzenie zwróciło uwagę Aarona Kipnessa, który opracował i wyprodukował części do renowacji klawinetu Hohnera. Podczas trwających blisko dekadę poszukiwań, Kipnessowi udało się zgromadzić niewielką kolekcję oryginalnych, choć zniszczonych gizmotronów. W 2013 roku zebrał kilkuosobowy zespół inżynierów w celu renowacji, a następnie zaprojektowania nowej i ulepszonej wersji urządzenia przy użyciu nowoczesnych materiałów i metod produkcji. Inicjatywa ta spotkała się z poparciem Kevina Godleya. Nowy Gizmotron 2.0 (patent amerykański nr 9,997,144 z 2018 r.) został wprowadzony na rynek w 2016 roku.